# Baudouin od Belgije
Baudouin I. od Belgije (fra. Baudouin Albert Charles Léopold Axel Marie Gustave; Laeken, Belgija, 7. rujna 1930. - Motril, Španjolska, 31. srpnja 1993.) bio je kralj Belgije od 1951. do 1993. Bio je najstariji sin kralja Leopolda III. (1901. – 1983.) i njegove prve žene, princeze Astrid od Švedske (1905. – 1935.).
Postao je kralj 17. srpnja 1951., dan nakon očeve abdikacije. Godine 1960. oženio se Fabiolom de Mora y Aragón, bivšom medicinskom sestrom i spisateljicom dječjih priča. Nisu imali djece. Zbog svog karaktera i skromnog držanja, kraljica je bila vrlo popularna među Belgijancima. Kralj Baudouin bio je vrlo religiozan rimokatolik.
Uspio je zadržati Flamance i Valonce na okupu, iako je pred kraj njegove vladavine već započela federalizacija zemlje. Tijekom njegove vladavine Belgijski Kongo stekao je neovisnost od Belgije.
Preminuo je iznenada, od srčanog udara, na jugu Španjolske. Belgijom je vladao 42 godine. Naslijedio ga je njegov mlađi brat, koji je postao belgijski kralj Albert II.
Tijekom apostolskoga posjeta Belgiji i Luksemburgu u listopadu 2024., papa Franjo obišao je kraljevsku kriptu gdje počiva Baudouin. U svojem obraćanju, Franjo je istaknuo iznimnu odvažnost ovog monarha koji je 1990. odlučio privremeno odstupiti s prijestolja, izbjegavajući time potpis na zakon o legalizaciji pobačaja. Najavio je pokretanje postupka za beatifikaciju pokojnog kralja, izrazivši želju da „njegov primjer kao čovjeka vjere bude svjetlo onima na vlasti”.
Po njemu je nazvan nogometni stadion kralja Baudouina u Bruxellesu.